# Fumio Kishida
Fumio Kishida (Japans: 岸田 文雄, Kishida Fumio) (Shibuya, 29 juli 1957) is een Japanse politicus en van 4 oktober 2021 tot 1 oktober 2024 de premier van Japan. Ook was hij de voorzitter van de Liberaal-Democratische Partij.

## Biografie
In 1993 werd Kishida voor het eerst verkozen in het Japanse Lagerhuis, als afgevaardigde van Hiroshima. Hij bekleedde sinds 2007 verschillende ministerschappen in de kabinetten van Yasuo Fukuda en Shinzo Abe. Zo was hij onder meer minister van Buitenlandse Zaken (2012–2017) en minister van Defensie (2017).
Van 2017 tot 2020 was hij ook voorzitter van de beleidsonderzoeksraad van de LDP. Nadat premier Shinzo Abe in 2020 wegens gezondheidsredenen moest aftreden, nam Yoshihide Suga diens positie tijdelijk waar. In de tussentijd werd gezocht naar een opvolger. Eind september 2021 werd Kishida verkozen tot partijleider van de LDP en op 4 oktober werd hij aangesteld als de nieuwe premier van Japan. Op 31 oktober 2021 werden verkiezingen gehouden, waarbij de LDP met afstand de grootste partij bleef en haar meerderheid behield.
Ito Hirobumi · Kuroda Kiyotaka · Sanetomi Sanjo · Yamagata Aritomo · Matsukata Masayoshi · Ito Hirobumi · Kuroda Kiyotaka · Matsukata Masayoshi · Ito Hirobumi · Okuma Shigenobu · Yamagata Aritomo · Ito Hirobumi · Saionji Kinmochi · Katsura Tarō · Saionji Kinmochi · Katsura Tarō · Saionji Kinmochi · Katsura Tarō · Yamamoto Gonnohyōe · Ōkuma Shigenobu · Terauchi Masatake · Hara Takashi · Uchida Kosai · Takahashi Korekiyo · Katō Tomosaburō · Uchida Kosai · Yamamoto Gonnohyōe · Kiyoura Keigo · Katō Takaaki · Wakatsuki Reijirō · Tanaka Giichi · Osachi Hamaguchi · Kijūrō Shidehara · Osachi Hamaguchi · Wakatsuki Reijirō · Inukai Tsuyoshi · Takahashi Korekiyo · Saitō Makoto · Keisuke Okada · Fumio Gotō · Keisuke Okada · Kōki Hirota · Senjūrō Hayashi · Fumimaro Konoe ·
Hiranuma Kiichirō · Nobuyuki Abe · Mitsumasa Yonai · Fumimaro Konoe · Hideki Tojo · Kuniaki Koiso · Kantarō Suzuki · Prins Higashikuni Naruhiko · Kijūrō Shidehara · Shigeru Yoshida · Tetsu Katayama · Hitoshi Ashida · Shigeru Yoshida · Ichirō Hatoyama · Tanzan Ishibashi · Nobusuke Kishi · Tanzan Ishibashi · Nobusuke Kishi · Hayato Ikeda · Eisaku Satō · Kakuei Tanaka · Takeo Miki · Takeo Fukuda · Masayoshi Ōhira · Masayoshi Ito · Zenko Suzuki · Yasuhiro Nakasone · Noboru Takeshita · Sōsuke Uno · Toshiki Kaifu · Kiichi Miyazawa · Morihiro Hosokawa · Tsutomu Hata · Tomiichi Murayama · Ryutaro Hashimoto · Keizo Obuchi · Mikio Aoki · Keizo Obuchi · Yoshiro Mori · Junichiro Koizumi · Shinzo Abe · Yasuo Fukuda · Taro Aso · Yukio Hatoyama · Naoto Kan · Yoshihiko Noda · Shinzo Abe · Yoshihide Suga · Fumio Kishida ·  Shigeru Ishiba
- CiNii: DA19549096
- Gemeinsame Normdatei: 1242419322
- Bibliotheek van het Japanse parlement: 001359026
- Virtual International Authority File: 256339305